# Château de Biljoen
Le château de Biljoen est un château néerlandais du XVIe siècle, situé dans la ville de Velp. La construction actuelle a été commandée par le général prussien Alexander van Spaen (1619-1692) avec quatre tours situées à chacun des coins.

## Histoire
La première mention du château remonte à 1076, il est alors une grande ferme. Ce n'est qu'en 1530 que Charles de Gueldre la transforme en château. Les tours datent également de cette époque. Pour le reste de la construction, on ne sait pas exactement ce qui a été refait ou pas. La famille Van Spaen le reconstruit vers le début du XVIIIe siècle, pour le transformer dans l'état dans lequel il se trouve maintenant. Il prend alors la fonction de buitenplaats.
En 1795, les troupes françaises prennent quartier dans le château. Après leur départ, le château est pillé et son intérieur largement détruit. Les dommages sont réparés avec du plâtre et de la peinture au plafond.

## Possession
L'ensemble des bâtiments était appelé originellement Broekerhof, et servait de lieu de collecte des taxes. En 1076, il est donné par Henri IV du Saint-Empire au chapitre d'Utrecht.
En 1530, il est vendu à Charles de Gueldre qui doit le revendre pour payer ses dettes. Il entre alors en possession du général Roelof van Lennep. Son fils, Carl, maire de Arnhem, en hérite en 1546. Après des divisions familiales, il est vendu à la famille van Spaen en 1661.
En 1849, le baron van Hardenbroek le prête à Anna Pavlovna de Russie pour qu'elle en dispose temporairement. En 1872, il entre en possession de la famille Lüps, jusque 2008.
Le 25 juillet 2008, une partie de l'inventaire du château est vendu chez Christie's à Amsterdam.

## Source
- (en) Cet article est partiellement ou en totalité issu de l’article de Wikipédia en anglais intitulé « Biljoen Castle » (voir la liste des auteurs).